# Joseph-Paul Strebler
Joseph-Paul Strebler (Mertzwiller, 12 settembre 1892 – Saint-Pierre, 12 marzo 1984) è stato un missionario e arcivescovo cattolico francese.

## Biografia
Entrò nella Società delle missioni africane il 29 novembre 1914, ma riuscì a essere ordinato prete solo il 10 luglio 1921, al termine della prima guerra mondiale.
Dal 1921 al 1937 fu missionario in Ghana, dove fu superiore del seminario, vicario e poi superiore della missione di Cape Coast.
Nel 1937 fu posto alla guida della neo-eretta prefettura apostolica di Sokodé.
Fu nominato vescovo titolare di Curubi e vicario apostolico di Lomé l'8 novembre 1945: il 14 settembre 1955, al momento dell'erezione della gerarchia ecclesiastica in Togo, divenne arcivescovo metropolita.
Fondò collegi, scuole e seminari e sostenne il laicato; promosse la formazione del clero locale e fondò la congregazione indigena delle Suore di Nostra Signora della Chiesa.
Nel 1961 lasciò la guida della diocesi per lasciare la carica a un prelato africano: ricevette inizialmente il titolo di arcivescovo titolare di Nicopoli d'Epiro e poi, nel 1971, quello di arcivescovo emerito di Lomé.

## Genealogia episcopale
La genealogia episcopale è:
- Cardinale Scipione Rebiba
- Cardinale Giulio Antonio Santori
- Cardinale Girolamo Bernerio, O.P.
- Arcivescovo Galeazzo Sanvitale
- Cardinale Ludovico Ludovisi
- Cardinale Luigi Caetani
- Cardinale Ulderico Carpegna
- Cardinale Paluzzo Paluzzi Altieri degli Albertoni
- Papa Benedetto XIII
- Papa Benedetto XIV
- Papa Clemente XIII
- Cardinale Marcantonio Colonna
- Cardinale Giacinto Sigismondo Gerdil, B.
- Cardinale Giulio Maria della Somaglia
- Cardinale Carlo Odescalchi, S.I.
- Cardinale Costantino Patrizi Naro
- Cardinale Lucido Maria Parocchi
- Papa Pio X
- Arcivescovo Eugène-Jacques Grellier
- Cardinale Emmanuel Célestin Suhard
- Arcivescovo Jean Julien Weber, P.S.S.
- Vescovo Joseph-Paul Strebler, S.M.A.